# Congregação Cristã nos Estados Unidos
A Congregação Cristã nos Estados Unidos (em inglês Christian Congregation in the United States) é uma igreja cristã de matriz pentecostal. 

## História
Em 1907 na cidade de Chicago, na 943 West North Avenue, havia uma missão que anunciava a promessa do Espírito Santo com evidência de se falar novas línguas pastoreada por William Durham. Louis Francescon visitou aquele serviço a convite e teria recebido, conforme suas palavras, uma confirmação divina de que aquela obra era de Deus. Prontamente o grupo que o acompanhava uniu-se àquela missão pentecostalismo, a maioria recebendo o dom de falar línguas diferentes.
Em 15 de setembro de 1907 Francescon e outros pentecostais italianos retornaram a uma congregação independente de língua italian em Chicago, houve um avivamento, marcando essa data o início do movimento pentecostal italiano.

A partir dessa igreja de Chicago (mais tarde renomeada Assembleia Cristiana) partiram, no período entre 1908 – 1909 cerca de vinte imigrantes italianos que foram anunciar sua fé a seus compatriotas residentes em outros estados americanos e outros países entre eles: Louis Francescon, Giacomo Lombardi, Giuseppe Beretta, Pietro Ottolini, Lucia de Francesco Menna, Umberto Gazzari, Michele Palma e Massimiliano Tosetto.
O resultado de tal empenho pode ser visto pelas informações estatisticas do movimento pentecostal em 1936: as igrejas italianas se espalhavam por todo E.U.A., com uma membresia total de 9.567 pessoas. As igrejas locais eram independentes, não havendo forma alguma de organização supra-local.
Devido a crises doutrinárias, os anciãos Louis Francescon e Massimiliano Tosetto (Niagara Falls, NY), com o auxílio de Michele Palma (Syracuse, NY) consideraram necessária à realização de uma Assembleia Geral dos anciães das igrejas ítalo-americanas. O local foi à igreja de Niagara Falls, NY, e a data 30 de abril a 01 de maio de 1927. Nele são elaborados e aceitos pelas comunidades os 12 artigos de fé. Além de definir um credo doutrinário básico para as igrejas do movimento, o concilio também lançou as bases para uma organização eclesiástica.
Alterando seu caráter original, em 1928 é criada a "Unorganized Italian Christian Churches of U.S.A" permitindo que as igrejas locais se incorporem (se tornem pessoa jurídica) sob esse nome conforme as leis dos diversos estados. Ela funcionou como uma comunhão de igrejas autônomas cujos anciãos e representantes leigos das congregações locais se reuniram anualmente para tomar decisões e não como uma denominação.
Na década de 1940, o movimento sofre controvérsias quanto sua organização até que em 1948 foi criada então, já com personalidade jurídica (incorporated) a Missionary Society of the Christian Church of North America, com sua sede em Pittsburg, Pennsylvania.
Por crer em um regime de total autonomia das igrejas locais, Francescon retira-se das assembleias anuais da América do Norte em 1949, mantendo comunhão com indivíduos e congregações no Brasil, Argentina, Estados Unidos, Canadá e Itália.
O Concílio Geral continuaria sem personalidade jurídica até 1963, quando na convenção realizada em Philadelphia, Pennsylvania, sua incorporação foi aprovada. Surge então "The General Council of the Christian Church of North America", que hoje tem sua sede na cidade de Transfer, PA, como o nome "International Fellowship of Christian Assemblies".
Quanto a Assemblea Cristiana de Chicago, continuará sua existência de forma livre, não ligada a corrente principal do movimento, ficando sob a direção de Pietro Menconi, até seu falecimento em 1936. Após a reaproximação das facções em 1945 ela não retornará a comunhão oficial com as demais igrejas italianas (exceto entre 1963 e 1980 quando afiliou-se à Christian Church of North America) permanecendo até hoje independente como uma igreja multi-étnica. Um grupo dissidente dela em 1967 filia-se às Assemblies of God, sendo hoje conhecida como Belmont Assembly of God.
No final da década de 1970, por iniciativa de Joel Spina, então residente nos EUA,  foram convidados os anciãos brasileiros Miguel Spina e Vitório Angare, para congregar algumas igrejas pentecostais ítalo-americanas independentes a formar a Christian Congregation in the United States. O grupo cresceu com a migração de brasileiros na década de 1990 e hoje agrupa membros americanos de origem diversa como brasileiros, portugueses, hispânicos e alguns oriundos de antigas congregações italianas.

## Atualidade
A Congregação Cristã nos Estados Unidos conta com cerca de 70 congregações em 2010, com assembleias anuais rotativas em Alhambra, CA, Buffalo, NY e Chicago. Diferente de sua co-irmã brasileira, segue um regime congregacionalista, sem ter sedes ou "centrais". É membro  da United Religions Initiative.

## Doutrina
Os 12 artigos de Fé e doutrina seguidos pela Congregação:
1. Nós cremos na inteira Bíblia e aceitamo-la como contendo a infalível Palavra de Deus, inspirada pelo Espírito Santo. A Palavra de Deus é a única e perfeita guia da nossa fé e conduta, e a Ela nada se pode acrescentar ou d'Ela diminuir. É, também, o poder de Deus para salvação de todo aquele que crê.
2. Nós cremos que há um só Deus vivente e verdadeiro, eterno e de infinito poder, Criador de todas as coisas, em cuja  unidade há três pessoas distintas: o Pai, o Filho e o Espírito Santo.
3. Nós cremos que Jesus Cristo, o Filho de Deus, é a Palavra feita carne, havendo assumido uma natureza humana no ventre de Maria virgem, possuindo Ele, por conseguinte, duas naturezas, a divina e a humana; por isso é chamado verdadeiro Deus e verdadeiro homem e é o único Salvador, pois sofreu a morte pela culpa de todos os homens.
4. Nós cremos na existência pessoal do diabo e de seus anjos, maus espíritos, que, junto a ele, serão punidos no fogo eterno.
5. Nós cremos que a regeneração, ou o novo nascimento, só se recebe pela fé em Jesus Cristo, que pelos nossos pecados foi entregue e ressuscitou para nossa justificação. Os que estão em Cristo Jesus são novas criaturas. Jesus Cristo, para nós, foi feito por Deus sabedoria, justiça, santificação e redenção.
6. Nós cremos no batismo na água, com uma só imersão, em nome de Jesus Cristo e em nome do Pai, e do Filho, e do Espírito Santo.
7. Nós cremos no batismo do Espírito Santo, com evidência de novas línguas, conforme o Espírito Santo concede que se fale.
8. Nós cremos na Santa Ceia. Jesus Cristo, na noite em que foi traído, tomando o pão e havendo dado graças, partiu-o e deu-o aos discípulos, dizendo: "Isso é o meu corpo, que por vós é dado; fazei isto em memória de mim". Semelhantemente tomou o cálice, depois da ceia, dizendo: "Este cálice é o Novo Testamento no meu sangue, que é derramado por vós".
9. Nós cremos na necessidade de nos abster das coisas sacrificadas aos ídolos, do sangue, da carne sufocada e da fornicação, conforme mostrou o Espírito Santo na Assembleia de Jerusalém.
10. Nós cremos que Jesus Cristo tomou sobre si as nossas enfermidades. "Está alguém entre vós doente? Chame os presbíteros da Igreja, e orem sobre ele, ungindo-o com azeite em nome do Senhor; e a oração da fé salvará o doente, e o Senhor o levantará; e, se houver cometido pecados, ser-lhe-ão perdoados".
11. Nós cremos que o mesmo Senhor (antes do milênio) descerá do céu com alarido, com voz de arcanjo e com a trombeta de Deus; e os que morreram em Cristo ressuscitarão primeiro. Depois, nós, os que ficarmos vivos, seremos arrebatados juntamente com eles nas nuvens, a encontrar nos ares e assim estaremos sempre com o Senhor.
12. Nós cremos que haverá a ressurreição corporal dos mortos, justos e injustos. Estes irão para o tormento eterno, mas os justos para a vida eterna.